# ليف غولف
ليف غولف هو دوري غولف ممول من قبل صندوق الاستثمارات العامة وهو صندوق الثروة السيادي للسعودية والذي يرأسه محمد بن سلمان آل سعود. تبلغ قيمة الجوائز المالية أكثر من 200 مليون دولار وسيقام الدوري على 8 دورات حول العالم وكل دورة سيتم توزيع 23 مليون يورو إي أكثر من ضعف كل البطولات الأربع الكبرى.